# ایلخچی‌لار (ترتر)
ایلخچی‌لار (به لاتین: İlxıçılar) یک منطقه مسکونی در جمهوری آذربایجان است که در شهرستان ترتر واقع شده است.